# Slickrock Trail

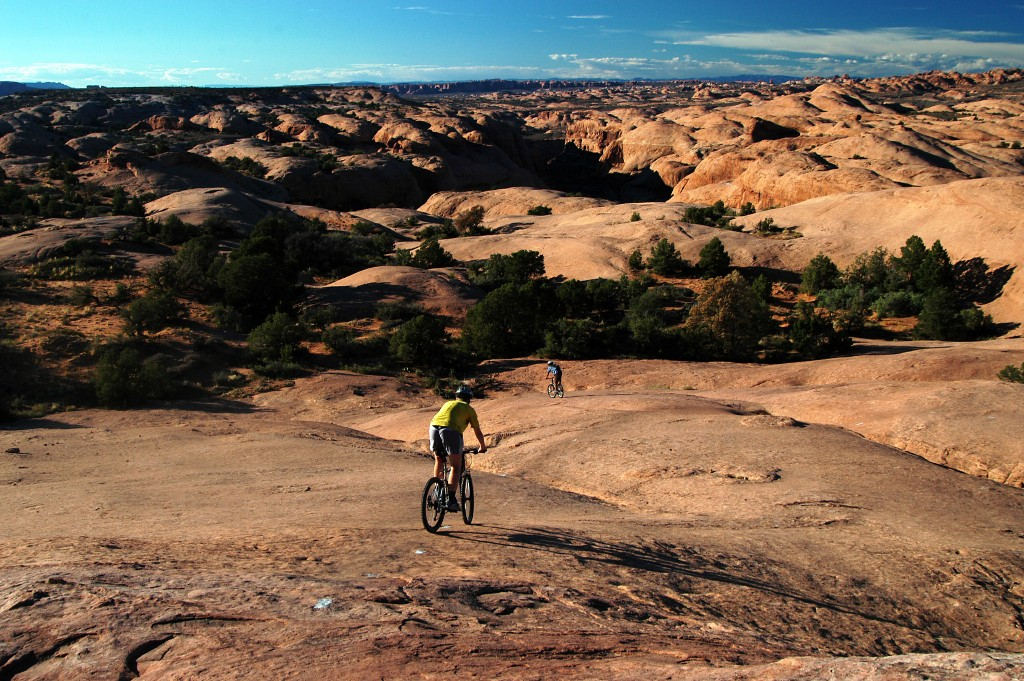
Slickrock Trail

De Slickrock Trail nabij Moab (Utah)  in de Verenigde Staten is een parcours voor mountainbikers. De 20,9km lange lus gaat over miljoenen jaren oude versteende duinen en zeebodems. Ondanks de wereldwijde populariteit die de Slickrock Trail geniet, is het een van de moeilijkste een meest veeleisende parcours in de regio, zowel op technisch als op fysiek gebied. Beginnende mountainbikers wordt afgeraden het parcours te berijden.
De Slickrock Trail maakt deel uit van het Sand Flats Recreation Area en werd uitgestippeld in 1969, voor motorcrossers en is tot op heden nog steeds toegankelijk voor hen. 4x4's en off-road voertuigen kunnen terecht op de nabijgelegen Hell's Revenge Trail, die de Slickrock Trail geregeld kruist.
De zogenaamde "slickrock"-zandsteen maakt het merendeel van de ondergrond van het parcours uit, maar heeft niets te maken met slik zoals men zou verwachten. Integendeel: het oppervlak is zelfs vrij ruw, vergelijkbaar met schuurpapier. Voordeel is dat dit de grip van de banden op de ondergrond verzekert; nadeel is dan weer dat de ruwe "slickrock" bekendstaat om de ernstige schaafwonden die ze kan veroorzaken bij valpartijen. De term "slickrock" werd geïntroduceerd door de vroegste Westerse settlers in het gebied, omdat hun paarden amper grip konden krijgen op het oppervlak, met hun metalen hoefijzers. Slickrock wordt zeer glad als ze nat is.
Geologisch gezien maakt het merendeel van de ondergrond van het parcours deel uit van de bekende rode Navajo Sandstone, uit dewelke ook de bogen van de nabije nationale parken (Arches National Park en Canyonlands National Park) opgebouwd zijn.
De Slickrock Trail zelf bestaat uit drie secties: een "out-and-back lead-in", een 10,9km lange lus en een optionele "oefenlus" van 3,7km. Het ganse parcours is duidelijk gemarkeerd, teneinde mountainbikers niet te laten verdwalen in het immense gebied en om de fragiele cryptobiotische bodem langsheen het parcours te beschermen.